# クルガン仮説

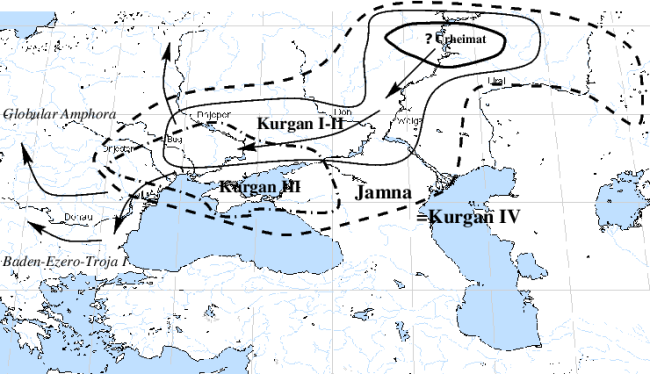
クルガン仮説による「クルガン」文化の変遷と拡大

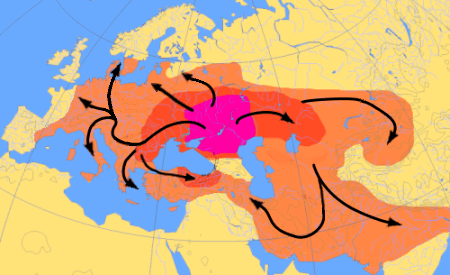
クルガン仮説によるインド・ヨーロッパ語族の拡大例

クルガン仮説 (クルガンかせつ、Kurgan hypothesis) は、ロシア・ウクライナ南部に存在した「クルガン文化」がインド・ヨーロッパ祖語の話し手であったとする仮説である。

## 提唱
1956年にマリヤ・ギンブタス(Marija Gimbutas)は、彼女の「クルガン仮説」を「クルガン考古学」と言語学を結びつけて、原インド・ヨーロッパ語を話す人々の起源に位置付けて提唱した。
ギンブタスは、明確な墳丘「クルガン」を伴う墳墓を持った「文化」を仮に「クルガン文化」と呼び、クルガン型の墳丘墓がヨーロッパへ伝播していったことをつきとめた。この仮説は、インド・ヨーロッパ語族の研究に重要な影響を与えた。ギンブタスを支持する研究者たちは、クルガン文化には、紀元前5千年紀から紀元前3千年紀にステップやヨーロッパ南東部に存在した原インド・ヨーロッパ語族の民族的特徴が反映されていると考えている。

## 仮説の内容
クルガンが原インド・ヨーロッパ語族のものであるというクルガン仮説は、黒海の周りに広がるポントス＝ステップ全体に漸進的にひろがっていくクルガン文化を想定している。そのうち、「クルガンIV期」とされるのは、ヤームナヤ文化（若しくは「竪穴墓」文化）に比定されている。
ステップを越えて広がるクルガン文化は、高度に発展した文化となった。紀元前2500年前後では、西方ではバルカン半島に住み着くことになる原ギリシャ人の球状アンフォラを伴う文化（球状アンフォラ文化）となり、東方ではインド・イラン系の遊牧民文化を形成した。馬の家畜化は、馬を使用した戦車を生み出すことになり、クルガン文化を大きく変貌させ、クルガン文化がヤームナヤ地方全域に波及するのを促進させた。このことは、クルガン仮説において黒海周辺のステップ全体に原インド・ヨーロッパ語族が広がっていき、後に地域ごとに異なる方言として言語が多様に分化していった契機となったと考えられている。
「原郷 (Urheimat) 」と考えられている場所は、地図上はヴォルガ川の近くであって、最初に乗馬という習慣が発生したと考えられる場所とされている。そしてこれは、最初のインド・ヨーロッパ語族ないし先行インド・ヨーロッパ語族の核をなす民族の発生した、紀元前5千年紀に対応するものと考えられている。

## クルガン文化の拡大段階
ギンブタスは、クルガン文化を4つの連続する時期に区分する。
- クルガンI期は、ドニエプル川流域からヴォルガ川流域にかけての地方で紀元前4千年紀の前半に起こった。サマラ文化、スレドニ・ストグ文化、クヴァリンスク文化、セログラソフカ文化 (Seroglasovka culture) を含んでいる。特に、スレドニ・ストグ文化はクルガンを築かないものの、人類による馬の家畜化の起源ではないかと考えられている。
- クルガンII期からIII期は、紀元前4千年紀の後半にあたる。それぞれスレドニ・ストグ文化、マイコープ文化が含まれる。マイコープ文化はさかんにクルガンを築くことで知られる。
- クルガンIV期ないしヤムナ文化、は紀元前3千年紀前半に当たる。この文化は、ウラル川からルーマニアまで至るステップ全体に拡大した。

そして、三つの拡大の波があったと考えている。
- 第一の波は、クルガンI期に先行し、ヴォルガ川下流域からドニエプル川流域にひろがった。クルガンI期の文化、特にスレドニ・ストグ文化はククテニ文化 (Cucuteni) と共存している。民族移動が繰り返されることによって、クルガンI期の文化の影響がバルカン半島にまで及ぼされ、ドナウ川流域に沿ってハンガリーにヴィンツァ文化 (Vinca) やレンジェル文化 (Lengyel) が生まれることとなった。東のかなたのヴォルガ川中流域にあるクヴァリンスク文化はスレドニ・ストグ文化と似通っており、遠くバルカン半島で生産された装飾品も発見され、馬の骨もよく発見されることから、交通手段として馬が使用された可能性を示唆している。
- 第二の波は、紀元前4千年紀中葉であり、スレドニ・ストグ文化やその後の時代のマイコープ文化に由来すると推測される。スレドニ・ストグ文化は移動手段としての馬、マイコープ文化はクルガン、を伴う高度な文化を紀元前3000年ごろまでにヨーロッパに持ち込み、その結果その地域では球状アンフォラ文化が発生、発展したと考えられる。球状アンフォラ文化はポーランド中南部を中心として中央ヨーロッパに広まった。ギンブタスによるとクルガンを伴う高度文化がヨーロッパに流入するのは、インド・ヨーロッパ系の言語が中央ヨーロッパに入ってくる時期に対応している。この球状アンフォラ文化の中心地であるポーランド中南部からは、まもなく縄目文土器文化が発生することになる。
- 第三の波は、紀元前3000年から同2800年頃ごろであり、ヤムナ文化（竪穴墓文化）がステップを超えて拡大していく時期に当たる。竪穴墓がヨーロッパの一部で広まり、ルーマニア、ブルガリア、ハンガリー東部で現れる。
  - 紀元前2900年ごろ、球状アンフォラ文化の中心部であるポーランド中南部で縄目文土器文化が発生し、その後、西は西ヨーロッパの西部、東は東ヨーロッパ東端部、北はスカンジナヴィア半島南部やフィンランド南端部まで大きく拡散した。これはゲルマン語派、スラヴ語派、バルト語派など、ヨーロッパの北半で発展したインド・ヨーロッパ語族の諸語派の基層文化となったと考えられる。（この時期には既に互いに方言化がある程度進んでいた可能性はある。）
    - 文法的特徴から、もとはゲルマン祖語と同一のケントゥム語方言[注釈 1]であったと推定されるバルト祖語やスラヴ祖語が、なぜサテム語へと訛っていったのかという謎は、おもに縄目文土器文化に属していたこれらの話し手たちの南隣や東隣のステップ地帯に存在していた、ヤムナ文化などといったサテム語であるイラン語派の系統の一連のステップ文化との社会的接触を考慮することで解決する可能性がある。

  - 紀元前2800年ごろには、球状アンフォラ文化の範囲から西に遠く離れたポルトガル西端部で鐘状ビーカー（ベル・ビーカー）が作られはじめ、この鐘状ビーカー文化（ベル・ビーカー文化、ないしビーカー文化と呼ばれる）は西ヨーロッパや南ヨーロッパの西部一帯に広まるとともに、縄目文土器文化や球状アンフォラ文化の広まっていた中央ヨーロッパの西部や南部にまで侵入した。これはケルト語派やイタリック語派など、ヨーロッパの南半で発展したインド・ヨーロッパ語族の諸語派の基層文化となったと考えられる。（これもヨーロッパ北半の諸言語と同じく、この時期には既に互いに方言化がある程度進んでいた可能性はある。）
    - たとえば、ケルト語派とゲルマン語派の部分的な類似性が主張されることがしばしばあるが、その原因はおもに、中央ヨーロッパの縄目文土器文化や球状アンフォラ文化の辺縁部へ、南ヨーロッパ最西端から東進した鐘形ビーカー文化が侵入していったとこと、そして後の時代には中央ヨーロッパから西進・南進する骨壺墓地文化が西ヨーロッパ南部や南ヨーロッパ西部へと侵入していったこと、という2波の大きな地域的現象に求めることができると考えられる。鐘形ビーカー文化の担い手の言語はもともと非インド・ヨーロッパ語族で、その話し手たちは血統や共同体文化、さらには言語の訛りの意味ではこれらの地域社会の基層となったものの、言語の基本構成や政治的文化の意味ではインド・ヨーロッパ語族の影響が急速に優勢になっていき、ケルト語派の社会が形成されていったと考えられる。
    - ゲルマン語派と南ヨーロッパ一帯のイタリック語派との類似性についても、その理由と考えられるものについて、似たような文化的変遷過程が挙げられる。たとえばイタリア半島中部から北部におけるテッラマーレ文化（en:Terramare culture）と、後の時代のヴィラノヴァ文化（en:Villanovan culture）の存在。イタリアの考古学者ルイージ・ピゴリーニ（en:Luigi Pigorini）は、銅器時代から初期青銅器時代までに北方からインド・ヨーロッパ語族の言語と文化が2つの波としてイタリアにもたらされたとし、こういった言語と文化の担い手である北方からの移住者たちを「イタリーチ」（Italici）と総称している。

## 第2の「（ヨーロッパ人の）原郷」
ギンブタスは、ヨーロッパにおけるクルガンを伴う球状アンフォラ文化は、第2の「原郷」であると考える。それが紀元前2300年前後にヨーロッパ中部及び南西部に広がる鐘状ビーカー文化と中・北欧に見られる縄目文土器文化に分離し、究極的にラテン人、ケルト人、スラヴ人、ゲルマン人など（そしておそらくバルト人も）になっていった。一方、その他のヨーロッパ民族では、一部消滅したものもあったが、バルカン半島や中欧の諸民族、ギリシャに侵入した原ミケーネ人も前述の球状アンフォラ文化の担い手であった可能性があると考えている。

## 解釈
ギンブタスは、クルガン文化の拡大を純然たる悪意と軍事的な侵入によるものと考える。つまり、「古ヨーロッパ」の平和な母権制（女性の首長制）が、新たな戦士の文化を押し付けられることによって、家父長制に取って代わられるようになったというのである。この過程において彼女は、防御性集落、丘陵上の砦、戦士としての族長の墓の出現を挙げる。
「（古ヨーロッパが）インド・ヨーロッパ化する過程は、物理的な転換ではなく、文化的なものであったが、この文化的転換は、新たな統治システムや侵入者の言語や宗教が土着の人々に強制されたことにおいて、軍事的な勝利と理解されなければならない。」と彼女は述べる。
ギンブタスは後半生において、地中海世界の地母神信仰が、ゼウスの語源に見られるような言語的に軍事的性格を持つ雷神信仰に代るこの文化的転換が、より暴力的に行なわれたことをますます強調するようになった。これは、フェミニスト考古学の形成にかかる特有の議論である。インド・ヨーロッパ語族の移民説を受け入れる多くの研究者は、インド・ヨーロッパ化への移行は、ギンブタスが考えるよりももっと平和的で漸進的なものであったと考えている。 原インド・ヨーロッパ語族の移民は、確かに突然で、協同的な軍事行動ではなかったが、まとまりのない雑多な民族や文化、何世代にもわたる勢力の拡大であった。しかし、インド・ヨーロッパ化への定着が、古ヨーロッパ文化とどの程度平和的に融合していったのか、又は、暴力的とさえいいうるほど強制的に置き換わっていったのかは、クルガン仮説の支持者たちに間での論争の課題となった。
ジェームス・マロリー (James Mallory) は、クルガン仮説をインド・ヨーロッパ語族の起源についての事実上の定説として支持した。しかし、ギンブタスの軍事的侵略による変化というラディカルなシナリオに対して妥当といえる批判を加えている。「軍事的侵略とか文化の転換というような議論は大体において、クルガンの分布の拡大に言及することを除いた場合には、非常にうまい説明になっている。」
ドイツの考古学者であるアレクサンデル・ホイスラー (Alexander Häusler) は、ギンブタスの考えている黄土墓文化や竪穴墓文化などいくつかの独自の文化が融合したものとしての「クルガン文化」 という概念について鋭い批判を展開してきた。（ただし竪穴墓文化では埋葬に黄土を他に比べてはるかに大量に用いており、現在では黄土墓文化と竪穴墓文化は用語としては同じ文化区分を指す。）
クルガン仮説のシナリオは、インド・ヨーロッパ語族の起源についての尤もな答えとして広く受け入れられてきたが、あくまでも推論の域を出ていない。ギンブタスのクルガン仮説に対する主要な代替論としては、コーリン・レンフリュー (Colin Renfrew) によるアナトリアを「原郷」として、インド・ヨーロッパ語族の言語のひろがりは、農業の普及の結果であると考える説である。この見解は、クルガン仮説のような約6000年前という見解とは全く異なって約10000年前頃が、インド・ヨーロッパ語族にとって画期となる重要な時代であったと考える説でもあるのだが、言語学者の間では、言語年代学上の根拠のみならずインド・ヨーロッパ語族が分岐して地理的にひろがっていく過程から考えても農業の発展と関連づけるのは難しいことから、クルガン仮説よりも支持を得られていない。

## クルガン文化の担い手の遺伝的特徴
Y染色体ハプロタイプSNPマーカーR1a という特殊な遺伝的形質をもつ人々は、いくつかの点でクルガン文化と関連性がある。この遺伝的形質は、中央アジアから西アジア、インド、イラン、ヨーロッパ中部や東部のスラヴ人、ヨーロッパ北部のスカンジナヴィア人にもっとも頻繁に見られ、その周辺に向かってだんだんと稀になっていく特徴である。ヨーロッパで全般的にR1aが最も顕著に出る民族集団はスラヴ人、次いでスカンジナヴィア人（デンマークを除く）である。特に、先史時代に球状アンフォラ文化の中心地であったポーランドで顕著。スカンジナヴィアではノルウェーで顕著である。一方、このR1aはヨーロッパの最西端にあたるバスク地方、イベリア半島西部、ブリテン島西部といった、西からの男系の家系が社会的支配層（すなわち上流階級）を除くとほとんど入り込まなかった地域には広がらなかったようである(参照) 。
Ornella Semino などの研究者によると(を参照) 、バスク人など Eu18 に属するハプロタイプの人々やハンガリー人やウクライナ人に見られる Eu19 に属するハプロタイプの人々は、2万年前から1万3千年前の最終氷期（ヴュルム氷期）に（アフリカから）イベリア半島を経由して移り住んできたことが確かめられたとする。そして、パキスタン、インド、中央アジアに見られる Eu19 に属するハプロタイプの人々が移り住んだ範囲が拡大していくこととクルガン文化の広がっていく過程と関連づける。
- 遺伝子多型タイピング研究
- Y染色体ハプロタイプ
- 塩漬け君の考古学

## 対立仮説
- アナトリア仮説 - 約9000年前の古代アナトリアがインド・ヨーロッパ語族の源流であるとする仮説。ラッセル・グレー（英: Russell D. Gray）とクェンティン・アトキンスン（英: Quentin D. Atkinson）両博士が2003年に発表した言語年代学による研究の中で強く主張し、「クルガン文化」のほうが第二次原郷である可能性も示唆していた[1]。しかしこれはあくまで言語学研究であり、アナトリアが原郷であったという地理的証拠とはなっていない。グレー博士の研究結果は単に、「古い時代に、ヒッタイト語派に発展する集団の、他のインド・ヨーロッパ祖語の集団からの言語学的な分化が、紀元前7千年紀に開始された」ことを示すのみである。この研究では非ヒッタイトのインド・ヨーロッパ祖語の集団がアナトリアから北へ移動したのか、それともヒッタイトのほうが非ヒッタイトのインド・ヨーロッパ祖語の集団から分かれて南下していったのか、いずれにしてもはっきりした証拠を示していない。ちなみに従来の考古学研究では、ヒッタイトに発展した集団のほうが他のインド・ヨーロッパ祖語の集団から分かれて南下していったとする後者の説が支持されており、この説でもグレー博士による言語年代学の研究結果そのものと矛盾していない。ところがグレー博士は2003年の論文のなかでアナトリア学説、すなわち地理的結論を行ってしまった。
- アーリアン学説 - 現在は完全に否定されている。